# Gottfried Reichmann
Gottfried Reichmann (teilweise auch Richmann oder Reickmann genannt) (* vor 1613; † 1643) war von 1613 bis 1643 Abt des Prämonstratenserklosters Wedinghausen bei Arnsberg. In seine Amtszeit fallen der erneute Aufschwung der Gemeinschaft und die Vorbereitung zur Gründung des Gymnasiums Laurentianum.

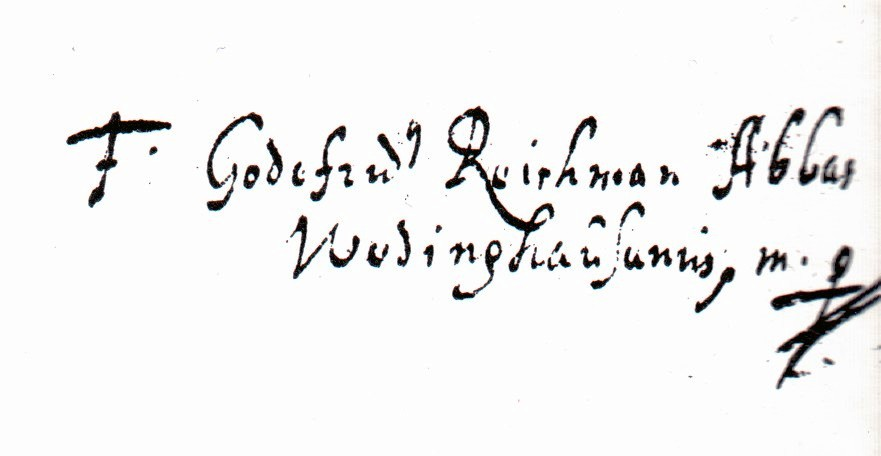
Unterschrift von Gottfried Reichmann

## Leben
Er stammte aus Gangelt im Herzogtum Jülich. Reichmann trat in das Kloster Knechtsteden ein. Er studierte katholische Theologie und schloss zunächst als Lizentiat ab. In Knechtsteden stieg er zum Prior auf. Zusammen mit seinem Abt reiste er 1613 zur Wahl eines neuen Abtes nach Wedinghausen. Dort setzten sich die Reformkräfte durch und wählten Reichmann zum Abt. Im Jahr 1621 wurde er zum Doktor der Theologie an der Universität Köln ernannt. Vom Kölner Erzbischof wurde er zum „Commissarius in spirituabilis“ im westfälischen Teil des Erzbistums Köln ernannt. Als solcher bemühte er sich um die Hebung der Moral und um kirchliche Disziplin im Klerus der Region. Bereits 1614 wurde er vom Prämonstratenserorden zum Generalvikar der Zirkarie Westfalen ernannt. Als solcher hat er zahlreiche Visitationsreisen zu anderen Klöstern unternommen.
In seiner Funktion als Abt von Wedinghausen hat er große Anstrengungen unternommen, um das Kloster Oelinghausen wieder der Paternalität von Wedinghausen zu unterstellen. Dieses hatte sich insbesondere unter der Leitung von Ottilia von Fürstenberg der Aufsicht Wedinghausens weitgehend entzogen. Der Äbtissin gelang es schließlich, die Einrichtung aus dem Prämonstratenserverband zu lösen und in ein Damenstift zu verwandeln. Die eigentliche juristische Auseinandersetzung überließ Reichmann der Abtei Knechtsteden, die ihrerseits die Paternalität über Wedinghausen innehatte. Nach zahlreichen Prozessen setzten sich die Prämonstratenser durch. Dennoch sah sich Reichmann gezwungen, mit einigen Ordensleuten gewaltsam in das Kloster Oelinghausen einzudringen und es wieder in Besitz zu nehmen. In der Folge wurde es mit Nonnen aus dem Kloster Rumbeck neu besiedelt.
In seine Amtszeit fiel auch der Dreißigjährige Krieg mit seinen Auswirkungen. Hinzu kamen mehrere Pestwellen. Allerdings führte die Tätigkeit Reichsmanns auch zu einer neuen Blütezeit des Klosters, wie die recht hohe Zahl an Novizen zeigt. Reichmann bemühte sich am Ende seines Lebens noch intensiv um die Gründung des Gymnasiums Laurentianum. Dessen Eröffnung erlebte er indes nicht mehr.
In den Annalen der Prämonstratenser wird Reichmann als sehr fähiger Mann gerühmt. Er veröffentlichte eine Schrift, gewidmet den Schwestern in Rumbeck: „Trost- und Lehrbuch für die Scrupolösen und Kleinmüthigen.“ Dieses erschien immerhin in zwei Auflagen.
Reichmann steht für Wedinghausen für den Beginn eines Wiederaufschwungs nach einer langen Zeit der Stagnation. Seine Bedeutung für den Orden der Prämonstratenser war so groß, dass seiner noch heute am 1. August gedacht wird. Ein Märtyrer, wie von verschiedenen Internetseiten behauptet, war er jedoch nicht.